# Holice
Holice är en stad i Tjeckien.   Den ligger i regionen Pardubice, i den centrala delen av landet, 110 km öster om huvudstaden Prag. Holice ligger 253 meter över havet och antalet invånare är 6 219.
Terrängen runt Holice är platt.Runt Holice är det ganska tätbefolkat, med 56 invånare per kvadratkilometer. Närmaste större samhälle är Pardubice, 15,2 km väster om Holice. Omgivningarna runt Holice är en mosaik av jordbruksmark och naturlig växtlighet.